# Chen Chuanxi
Pour les articles homonymes, voir Chen.
Dans ce nom chinois, le nom de famille, Chen, précède le nom personnel.
Chen Chuanxi (chinois : 陈传熙 / pinyin : Chén Chuánxī), né en mai 1916 à Chongzuo et mort le 27 janvier 2012 à Shanghai, est un compositeur, et chef-d'orchestre chinois, connu pour avoir composé la musique de près de 600 films. Avec Han Zhongjie, Li Delun (en) et Shengshan Yin, il est considéré comme l'un des quatre grands chef-d'orchestre de Chine.

## Biographie
Chen Chuanxi est né en mai 1916 au Poste frontalier de Suikou (zh), dans le Xian de Longzhou dans la ville de Chongzuo. Son père, de Nanning, avait été affecté au poste frontalier, et Chen Chuanxi est ainsi né à Longzhou, séparé du Vietnam par la rivière Bằng (en). Puisqu'elle était très loin des services sociaux de Nanning, la famille Chen a dû recruter un tuteur privé pour enseigner Chuanxi. Dans leur maison se trouvait un orgue, mais puisque le tuteur ne savait pas en jouer, Chuanxi a dû apprendre l'instrument par lui-même. Dû à des révoltes de seigneurs de guerre dans la région, la famille Chen par pour Lạng Sơn au Vietnam, alors qu'il a sept ans. C'est en visitant la garnison française que le jeune garçon découvre l'existence des orchestres. En 1927, à l'âge de 12 ans, sa famille et lui déménagent à Haiphong où il étudie à l'école Shixi (时习), dirigée par des expatriés chinois. Il y apprend comment jouer des instruments à vent, et voyant son grand intérêt pour la musique, son professeur l'inscrit à l'orchestre de l'école.
Après avoir gradué du collège, il retourne à Nanning pour faire son lycée. Au lycée, il y a peu d'instruments, mais Chuanxi continue de pratiquer l'orgue chez sa tante, qui aimait beaucoup la musique. Lorsqu'il termine ses années de lycée, le jeune adolescent est directement accepté par l'université du Guangxi, sans test de passage, en raison de ses excellents résultats. Pendant qu'il étudie à l'université du Guangxi, le Collège national de musique de Shanghai passe dans la région pour recruter des élèves, et Chuanxi les rejoint, voulant faire de la musique sa carrière.
En 1946, il rejoint l'Orchestre symphonique municipal de Shanghai, et occupe au même moment le poste de professeur associé dans la classe Changzhou (常州) du Conservatoire national et à l'Académie musicale de Shanghai, devenant à l'âge de 30 ans le plus jeune professeur de hautbois du pays à l'époque. Après la Guerre de libération de Chine (en) de 1945-1949, il travaille à l'Orchestre de symphonique de Shanghai et au Conservatoire de Shanghai. En 1951, il part en tournée en Autriche, en Allemagne, en Union soviétique et en Europe de l'Est.
En 1958, il est transféré à l'Orchestre cinématographique de Shanghai en tant que chef-d'orchestre, qui sera le début d'une longue et prolifique carrière. Au moment de sa nomination, l'orchestre cinématographique venait juste d'être formé et était très mal organisé. Sa façon stricte et ordonnée de diriger l'orchestre a rapidement amélioré les performances de celle-ci. Sa carrière avec l'orchestre cinématographique va durer plus de 40 ans, pendant lesquelles il va composer et jouer les bandes originales de près de 600 films. Il a aussi dû arranger la musique de plusieurs films étrangers dont certaines scènes avaient été modifiées pour l'adaptation au public chinois comme Notre-Dame de Paris.
Le 27 janvier 2012, Chen Chuanxi meurt à l'hôpital Huadong (en) de Shanghai d'une maladie à l'âge de 96 ans. À ses funérailles, son fils Chen Jiaju (陈家驹) qui venait de revenir des États-Unis a dit qu'il avait des relations très distantes avec son père, qui travaillait souvent jusqu'à tard le soir.

## Filmographie sélective
Sauf indication contraire, les informations mentionnées dans cette section peuvent être confirmées par la base de données cinématographiques IMDb,  présente dans la section « Liens externes ».
- Chang hong hao qi yi (1958)
- Lao bing xin zhuan (1959)
- Gan xiang gan zuo de ren (1959)
- Le Roi des singes (1961)[3]
- Chun cui tao li (1961)
- Mo shu shi de qi yu (1962)
- Mei tou nao he bu gao xing (1962)
- Liao yuan (1962)
- Can hua gu niang (1963)
- Bei guo Jiang Nan (1963)
- Nü tiao shui dui yuan (1964)
- Nan hai de zao chen (1964)
- Dou sha (1978)
- Er zi, sun zi he zhong zi  (1978)
- Bao mi ju de qiang sheng (1979)
- Zhang Fei shen gua (1980)
- Chen Yi shi zhang (1981)
- Jia Ru Wo Shi Wu Song (1982)
- Zhang Heng (1983)
- Di shui guan yin (1984)
- Bing shan jiao xia  (1984)
- Zan men de tui wu bing (1985)
- Yi dui mao pai huo (1986)
- Hei xia die xue ji (1986)
- Wu ye liang dian (1987)
- Black Cat Detective (en) (1984-1987)
- Reineke Fuchs (pt) (1989)